# 2. 리가 (오스트리아)
오스트리아 2. 리가(독일어: 2. Liga)는 오스트라이의 축구 2부 리그이다. 현재 16개 팀이 참가하고 있으며, 리그 우승팀은 오스트리아 분데스리가로 승격하게 된다. 2002년부터 2018년까지는 에르스테 리가(독일어: Erste Liga)라는 이름을 사용했다.

## 클럽 (2014-15)
- FC 바커 인스브루크
- LASK 린츠
- SC 아우스트리아 루스테나우
- SKN 장크트푈텐
- FC 리페링
- SV 마터스부르크
- FAC 팀 퓌르 빈
- 카펜베르크 SV
- TSV 하르트베르크
- SV 호른